# Geoff Hurst
Geoffrey Charles "Geoff" Hurst, MBE, född 8 december 1941 i Lancashire, är en engelsk fotbollsspelare.
Geoff Hurst är mest känd för att han var den förste spelaren att göra tre mål i en final i VM i fotboll. Detta skedde i finalen mot Västtyskland på Wembley 1966. Hans andra mål i den matchen, som kom i förlängningen, är ett av de mest omdiskuterade fotbollsmålen i historien. Hurst sköt bollen i ribban och bollen studsade ner på eller strax innanför mållinjen. Före finalen hade Hurst visat sin talang och medverkat till ett flertal av Englands mål. England vann finalen med 4–2.
Totalt gjorde Hurst 24 mål på 49 landskamper för England och på klubblagsnivå spelade han för West Ham United, Stoke City och West Bromwich Albion. För West Ham gjorde han 180 mål på 411 matcher. 
Hurst tillhör det fåtal engelska fotbollsspelare som har tagit medalj i både VM och EM – 1968 var Hurst en del av Englands bronslag i EM i Italien. Han är numera (november 2024) den ende av de elva engelska spelarna från finalen 1966 som fortfarande är i livet.

## Kuriosa
Hurst blev Englands siste målgörare i VM-slutspelet 1966 (4-2 målet i finalen mot Västtyskland) och blev i VM-slutspelet 1970 den förste att göra mål för England (1-0 mot Rumänien). Därmed är Hurst den ende i sitt landslag som både avslutat ett VM och inlett ett VM som siste respektive förste målskytt. Geoff Hurst var manager för Chelsea åren 1979-81. 

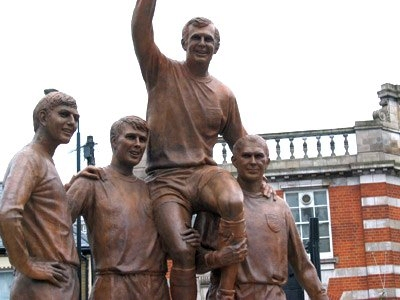
Statyn är belägen i Barking Road bara några 100 m från Boleyn Ground, London. Från vänster till höger, Martin Peters, Geoff Hurst, Bobby Moore (upplyft) och Ray Wilson.